# Vincent Newman
Vincent Newman (Courier, 12 agosto 1965) è un produttore cinematografico statunitense.

## Carriera
Nel 2004 Newman presentò alla Legendary Pictures un progetto cinematografico basato sul poema Paradiso perduto di John Milton, scritto da Philip de Blasi e Byron Willinger. L'uscita di un rifacimento del classico di guerra Alba rossa, con Newman a produrre, è stata rinviata a data da destinarsi in conseguenza di una forte crisi finanziaria cui era preda la Metro-Goldwyn-Mayer dal 2009.

## Filmografia
- Voci di morte (Soundman), regia di Steven Ho (1998)
- L'ultimo sceriffo (The Last Marshal), regia di Mike Kirton (1999)
- Un gran giorno per morire (A Better Way to Die), regia di Scott Wiper (2000)
- The Specialist (In the Shadows), regia di Ric Roman Waugh (2001)
- Sol Goode, regia di Danny Comden (2001)
- Poolhall Junkies, regia di Mars Callahan (2002)
- Il risolutore (A man apart), regia di F. Gary Gray (2003)
- Blind Horizon - Attacco al potere (Blind Horizon), regia di Michael Haussman (2003)
- Felon - Il colpevole (Felon), regia di Ric Roman Waugh (2008)
- The Betrayed, regia di Amanda Gusack (2008)
- Red Dawn - Alba rossa (Red Dawn), regia di Dan Bradley (2012)
- Come ti spaccio la famiglia (We're the Millers), regia di Rawson Marshall Thurber (2013)
- The Disappointments Room, regia di D.J. Caruso (2016)
- Paziente zero (Patient Zero), regia di Stefan Ruzowitzky (2018)
- La scelta del destino (About Fate), regia di Marius Vaysberg (2022)
- Ti presento i suoceri (Maybe I Do), regia di Michael Jacobs (2023)
- Maggie Moore(s) - Un omicidio di troppo (Maggie Moore(s)), regia di John Slattery (2023)